# العروم (العدين)

تعديل مصدري - تعديل

العروم محلة تابعة لقرية المكاربة، التابعة لعزلة الوادي بمديرية العدين إحدى مديريات محافظة إب في الجمهورية اليمنية.، بلغ تعداد سكانها 109 حسب تعداد اليمن لعام 2004.